# Бед-Екс (Мічиган)
Бед-Екс (англ. Bad Axe, досл. «Погана сокира») — місто (англ. city) в США, в окрузі Гурон штату Мічиган. Населення — 3021 особа (2020).

## Назва
Незвичайна назва міста, що означає «Погана сокира», походить з випадку під час обстеження першої державної дороги через пустелю округу Гурон у 1861 році. Рудольф Папст і Джордж Вілліс Пак отаборилися на місці майбутнього міста та знайшли сильно пошкоджену зношену сокиру. За пропозицією Пака Папст вказав назву «Bad Axe Camp» (укр. букв. «Табір Погана сокира») у протоколі огляду місцевості та на знаку, який він поставив біля дороги.

## Географія
Бед-Екс розташований за координатами 43°48′14″ пн. ш. 82°59′54″ зх. д. / 43.80389° пн. ш. 82.99833° зх. д. (43.803825, -82.998296). За даними Бюро перепису населення США в 2010 році місто мало площу 5,86 км², з яких 5,86 км² — суходіл та 0,00 км² — водойми.

### Клімат
| Клімат : Бед-Екс      | Клімат : Бед-Екс | Клімат : Бед-Екс | Клімат : Бед-Екс | Клімат : Бед-Екс | Клімат : Бед-Екс | Клімат : Бед-Екс | Клімат : Бед-Екс | Клімат : Бед-Екс | Клімат : Бед-Екс | Клімат : Бед-Екс | Клімат : Бед-Екс | Клімат : Бед-Екс | Клімат : Бед-Екс |
| Показник              | Січ.             | Лют.             | Бер.             | Квіт.            | Трав.            | Черв.            | Лип.             | Серп.            | Вер.             | Жовт.            | Лист.            | Груд.            | Рік              |
| Середній максимум, °C | −1,7             | −0,6             | 4,4              | 12,2             | 19,4             | 25,0             | 27,8             | 26,7             | 22,2             | 15,6             | 7,8              | 0,6              | 13,3             |
| Середній мінімум, °C  | −9,4             | −9,4             | −5               | 0,6              | 6,1              | 11,7             | 14,4             | 13,9             | 10,0             | 4,4              | −0,6             | −6,7             | 2,2              |
| Норма опадів, мм      | 46               | 46               | 51               | 66               | 74               | 76               | 71               | 74               | 79               | 64               | 64               | 53               | 759              |
| --------------------- | ---------------- | ---------------- | ---------------- | ---------------- | ---------------- | ---------------- | ---------------- | ---------------- | ---------------- | ---------------- | ---------------- | ---------------- | ---------------- |
| Джерело: Weatherbase  |                  |                  |                  |                  |                  |                  |                  |                  |                  |                  |                  |                  |                  |

## Демографія
Згідно з переписом 2010 року, у місті мешкало 3129 осіб у 1358 домогосподарствах у складі 760 родин. Густота населення становила 534 особи/км². Було 1546 помешкань (264/км²).
Расовий склад населення:
| - 95,1 % — білих - 1,5 % — азіатів - 0,9 % — корінних американців - 0,8 % — чорних або афроамериканців |

До двох чи більше рас належало 1,2 %. Частка іспаномовних становила 2,4 % від усіх жителів.
За віковим діапазоном населення розподілялося таким чином: 21,3 % — особи молодші 18 років, 58,2 % — особи у віці 18—64 років, 20,5 % — особи у віці 65 років та старші. Медіана віку мешканця становила 42,9 року. На 100 осіб жіночої статі у місті припадало 86,9 чоловіків; на 100 жінок у віці від 18 років та старших — 84,1 чоловіків також старших 18 років.
Середній дохід на одне домашнє господарство становив 43 454 долари США (медіана — 32 765), а середній дохід на одну сім'ю — 50 116 доларів (медіана — 40 147). Медіана доходів становила 41 713 долари для чоловіків та 28 426 доларів для жінок. За межею бідності перебувало 18,8 % осіб, у тому числі 37,3 % дітей у віці до 18 років та 13,6 % осіб у віці 65 років та старших.
Цивільне працевлаштоване населення становило 1294 особи. Основні галузі зайнятості: роздрібна торгівля — 22,2 %, освіта, охорона здоров'я та соціальна допомога — 21,7 %, виробництво — 11,7 %, науковці, спеціалісти, менеджери — 11,2 %.

## Нотатки
1. ↑  Річний дохід на особу, яка працювала на повну ставку. Оцінка в доларах 2015 року.